# جبل الجوفة
جبل الجوفة منطقة في العاصمة الأردنية - عمان تقع جنوب المدرج الروماني، وهو من جبال عمان السبعة التي تتكون منها مدينة عمان. في العام 1962 أطلق عليه أمين عمان آنذلك ضيف الله الحمود اسم جبل الجزائر تمجيدًا للثورة الجزائرية. 
رغم قربه وملاصقته للمدرج الروماني إلا أنه لم يعثر فية على آثار قديمة تدل على تاريخه كما هو الحال للجبل المقابل له (جبل القلعة)، يطل جبل الجوفة من جهة سفحه الشمالي على القصور الملكية (رغدان وبسمان). كان أول مبنى لمجلس الوزراء الأردني يقع على سفح جبل الجوفة مقابل مبنى المكتبة العامة لأمانة عمان حاليا، ولكن تم إزالته.
من أهم معالم جبل الجوفة المثلث الأول-وهو تقاطع عدة شوارع- (قرب مدرسة الأمير حسن الثانوية)، و المثلث الأوسط والذي يُمثل قلب جبل الجوفة التجاري، والمثلث الأخير وهو يؤدي إلى حي أم تينة (حي الدروز سابقا) من جهة ويربط المثلث الأخير بين جبل التاج وجبل الأشرفية من جهة ثانية.

## التسمية
سمي جبل الجوفة بهذا الاسم نسبة إلى الجوف أو التجاويف أو الكهوف الكثيرة جدًا والتي كانت منتشرة فيه قديمًا. وفي الستينيات تم تغيير اسمه إلى جبل الجزائر تقديراً للثورة الجزائرية لكن الناس ظلوا على التسمية القديمة. 

## التاريخ
سكن هذا الجبل العديد من الشخصيات الأردنية التي كان لها تأثير في مسيرة الحياة السياسية والاجتماعية والاقتصادية منهم: الشيخ محمد الخضر الشنقيطي أول قاضي للقضاة في الأردن ثم ابنه محمد أمين الشنقيطي والذي كان وزيرا للأوقاف، كذلك الشيخ الراميني أحد خطباء المسجد الحسيني الكبير، ورئيس الوزراء سعد جمعة، والمجاهد إسماعيل عريضة الذي اشترك بالثورة العربية الكبرى والشاعر الديني والنائب السابق يوسف العظم، و بائع الكتب حسن أبو علي، وبائع الصحف فتحي العوضي.

## الخدمات

### المدارس
يوجد في جبل الجوفة مجموعة من أقدم المدارس التي تأسست في عمان، وأقدمها مدرسة خالد بن الوليد التي تأسست عام 1956 . والتي أصبحت ابتدائية حاليا، ومدرسة بدر، وهناك مدرسة الأمير حسن الثانوية، ومدرسة عبد الرحمن الغافقي، ومدرسة ابن خلدون، ومدرسة الأميره هيا الثانوية للبنات، كما يوجد في جبل الجوفة مدارس الأقصى الخاصة والتي أسسها يوسف العظم وهي من أوائل المدارس الخاصة في عمان.

### النوادي الرياضية
تأسس نادي القادسية الرياضي في جبل الجوفة في ستينيات القرن العشرين، ومقره في المثلث الأوسط، وتمكن نادي القادسية لعدة فتزات من الحصول على مرتبة متقدمة من دوري الممتاز لكرة القدم الأردنية، ومن رؤساء نادي القادسية الكابتن أحمد أبو شيخة، وهو مدرب للمنتخب الوطني الأردني لكرة القدم خلال التسعينيات، وعمل مدرسا للتربية الرياضية في مدرسة الأمير حسن الثانوية في جبل الجوفة في عام 1980.

## أحياء جبل الجوفة

### حي الطفايلة
هو أكبر أحياء جبل الجوفة، وتعود أصول العائلات في الحي إلى تجمع عشائر الثوابية من من قرية عيمة في الطفيلة، وقد نسب بعض المؤرخين هذه العشائر إلى الصحابي الجليل، ابن عم رسول الله صلى الله عليه وسلم جعفر بن أبي طالب جعفر الطيار وهو صحابي جليل استشهد في قرية المزار ولذلك يُسمَّون بـ (صبيان الجعافرة)، وهناك من نسب بعض عشائرها مثل الخوالدة إلى بني خالد المهاجرين من الجزيرة العربية.
تضم قبيلة الثوابية الحمايل والعشائر والعائلات التالية:
الخوالدة وتضم: الجعاوين، عيال حسن، العصامات، الشلوش، البرارطه.
عيال عواد : العكايله، القناهرة، عيال غانم، عيال حمد، عيال محمود، العوضات، الشياب، الشبيلات والشواعرة.
السعود :اللتايمة وتضم (عيال نصر، عيال حامد، عيال علي، عيال محمود، عيال حمود، عيال سالم، عيال سعيد، عيال نجمه) والطرفا وتضم (الفناك، المهيدات، عيال جميعان، الشعانبة، الشواهين) الرتايمة (عيال محمد سكنو مادبا وناعور).
'
الحراسيس' : القيقه، عيال يوسف، الجناده، الشريفيين، عيال خليل، العرضان، العوامره، العبيسيين.
الربيحات:العقلة وتضم (عيال نمر، عيال سعيد، عيال مسيف)، والبكور وتضم (عيال سالم، الغنيمات، عيال عمار ، الرميمات، عيال داوود، عيال أبو حسون)، وعيال طه وتضم (عيال حميده، الصناع، اللصاصمه، العرابي، عيال الخطيب).
الرعود :عيال سلمان، عيال راشد، عيال مسلم وهم عيال فريح وعيال نصير وعيال غوينم.
الموقع الجغرافي لحي الطفايلة في شرق عمان وهو أيضا يشرف على مساحة كبيرة جدا من منطقة شرق رغدان والمدرج الروماني ومقابل لقصر رغدان والديوان الملكي ويقع على جبلين من جبال عمان السبعة وهما جبل التاج المعقل الرئيسي والانتشار الأكثر للطفايلة وجبل الجوفة وبعض من مناطق الاشرفية وللكثافة السكانية الكبيرة فان الحي يتوسع بشكل كبير ليحتل مساحة كبيرة من التاج والجوفة.
- يعد «حي الطفايلة» أكبر تجمع لأبناء محافظة واحدة في العاصمة عمان، حيث اختار أبناء الحي موقعهم للحي مقابل القصورة الملكية عند الهجرة لحبهم للملك والعائلة الهاشمية، ويُعرف عن أبناء الحي نخوتهم وترابطهم مع بعضهم البعض، ولا يكاد ان ينطق أحد منهم باسم عشيرته، بل يتباهون بأنهم طفايلة وشعارهم - عند النخوة إحنا أخوة -.

### الأحياء الأخرى
ويوجد في جبل الجوفة عدة أحياء أخرى منها: مخيم الجوفة، وحي النجادوة. وحي العكارمة، وحي أم تينة. وكذلك حي «درج الخلايلة» الواقع بجانب المدرج الروماني، وهو درج يُنسب إلى عائلات سكنت جبل الجوفة والتي تنتمي لعشيرة الخلايلة التي هاجرت من مدينة السلط في بداية القرن العشرين ولا زالت العديد من هذه العائلات تسكن تلك المنطقة من جبل الجوفة.
يعتبر حي النجادوة من أهم أحياء جبل الجوفة وينسب إلى عشيرة النجادوة (النجداوي)، والذين قدموا من السلط في أواخر الخمسينات من القرن الماضي، وفي أوقات متقاربة سكن الحي عائلات من عشائر السلط خاصة: الدباس والقطيشات والعمد وأبو حمور، وقد شجع هذه العائلات للسكن في هذه المنطقة قربها من وسط عمان وسهولة الوصول إليها، في حين كانت المواصلات من وإلى السلط صعبة ومكلفة.

## مخيم الجوفة
يقع مخيم الجوفة غرب جبل الجوفة ويطل عليه جبل الأشرفية الأعلى ارتفاعا من جهة جامع أبو درويش، ومخيم الجوفة هو حي قديم وهو مبني على أحد الجبال المطلة على القصور الملكية لذا فهو يتوسط العاصمة الأردنية عمان وفيه كثافة سكانية عالية.